# Rock Creek, British Columbia
Rock Creek är ett vattendrag i Kanada.   Det ligger i provinsen British Columbia, i den södra delen av landet, 3 200 km väster om huvudstaden Ottawa.
I omgivningarna runt Rock Creek växer i huvudsak barrskog. Runt Rock Creek är det mycket glesbefolkat, med 2 invånare per kvadratkilometer.